# 2010-es atlétikai Európa-bajnokság
A 2010-es atlétikai Európa-bajnokságot július 27. és augusztus 1. között rendezték Spanyolországban, Barcelonában. A férfiaknál 24, a nőknél pedig 23 versenyszámot rendeztek. Az eseményt az Estadi Olímpic Lluís Companys-ban bonyolították le.

## Részt vevő nemzetek

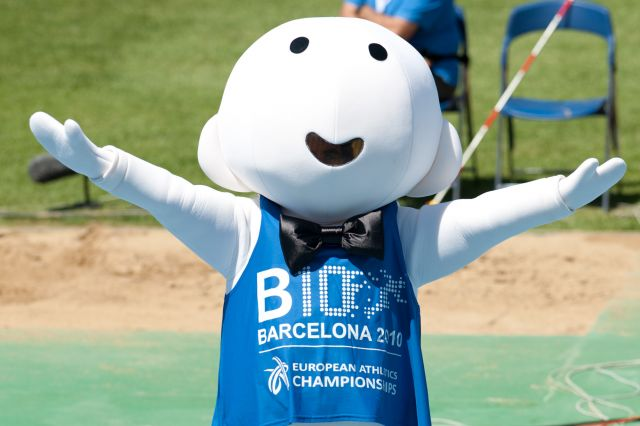
A verseny kabalafigurája, Barni

Zárójelben a részt vevő sportolók száma
- Albánia (2)
- Andorra (6)
- Ausztria (15)
- Azerbajdzsán (5)
- Belgium (32)
- Bosznia-Hercegovina (2)
- Bulgária (17)
- Ciprus (10)
- Csehország (41)
- Dánia (15)
- Észtország (17)
- Fehéroroszország (42)
- Finnország (39)
- Franciaország (70)
- Gibraltár (1)
- Görögország (33)
- Grúzia (2)
- Hollandia (36)
- Horvátország (12)
- Izland (6)
- Izrael (16)
- Írország (30)
- Lengyelország (71)
- Lettország (21)
- Liechtenstein (1)
- Litvánia (25)
- Luxemburg (1)
- Észak-Macedónia (2)
- Magyarország (23)
- Málta (2)
- Moldova (6)
- Monaco (1)
- Montenegró (2)
- Egyesült Királyság (72)
- Németország (74)
- Norvégia (38)
- Olaszország (73)
- Oroszország (105)
- Örményország (3)
- Portugália (42)
- Románia (33)
- San Marino (2)
- Spanyolország (88)
- Svédország (41)
- Svájc (22)
- Szerbia (11)
- Szlovákia (19)
- Szlovénia (33)
- Törökország (20)
- Ukrajna (62)

## Éremtáblázat
(A táblázatban a rendező nemzet és Magyarország eltérő háttérszínnel kiemelve.)
| Helyezés | Nemzet           | Arany | Ezüst | Bronz | Összesen |
| 1.       | Oroszország      | 10    | 6     | 8     | 24       |
| 2.       | Franciaország    | 8     | 6     | 4     | 18       |
| 3.       | Nagy-Britannia   | 6     | 7     | 6     | 19       |
| 4.       | Németország      | 4     | 6     | 6     | 16       |
| 5.       | Törökország      | 3     | 1     | 0     | 4        |
| 6.       | Spanyolország    | 2     | 3     | 3     | 8        |
| 7.       | Ukrajna          | 2     | 3     | 1     | 6        |
| 8.       | Lengyelország    | 2     | 2     | 5     | 9        |
| 9.       | Fehéroroszország | 2     | 1     | 1     | 4        |
| 10.      | Horvátország     | 2     | 0     | 0     | 2        |
| 11.      | Belgium          | 1     | 0     | 2     | 3        |
| 12.      | Lettország       | 1     | 0     | 0     | 1        |
| 12.      | Litvánia         | 1     | 0     | 0     | 1        |
| 12.      | Norvégia         | 1     | 0     | 0     | 1        |
| 12.      | Szlovákia        | 1     | 0     | 0     | 1        |
| 12.      | Svájc            | 1     | 0     | 0     | 1        |
| 17.      | Olaszország      | 0     | 4     | 2     | 6        |
| 18.      | Hollandia        | 0     | 2     | 0     | 2        |
| 18.      | Románia          | 0     | 2     | 0     | 2        |
| 20.      | Portugália       | 0     | 1     | 3     | 4        |
| 21.      | Bulgária         | 0     | 1     | 0     | 1        |
| 21.      | Írország         | 0     | 1     | 0     | 1        |
| 21.      | Svédország       | 0     | 1     | 0     | 1        |
| 24.      | Magyarország     | 0     | 0     | 3     | 3        |
| 25.      | Azerbajdzsán     | 0     | 0     | 1     | 1        |
| 25.      | Csehország       | 0     | 0     | 1     | 1        |
| 25.      | Finnország       | 0     | 0     | 1     | 1        |
| Összesen | Összesen         | 47    | 47    | 47    | 141      |

## Ponttáblázat
A ponttáblázat kialakításához a versenyszámok első nyolc helyezettjét számolják:
- első hely - 10 pont
- második hely - 7 pont
- harmadik hely - 6 pont
- negyedik hely - 5 pont
- ötödik hely - 4 pont
- hatodik hely - 3 pont
- hetedik hely - 2 pont
- nyolcadik hely - 1 pont

| A 2010-es atlétikai Európa-bajnokság ponttáblázata | A 2010-es atlétikai Európa-bajnokság ponttáblázata | A 2010-es atlétikai Európa-bajnokság ponttáblázata | A 2010-es atlétikai Európa-bajnokság ponttáblázata | A 2010-es atlétikai Európa-bajnokság ponttáblázata | A 2010-es atlétikai Európa-bajnokság ponttáblázata | A 2010-es atlétikai Európa-bajnokság ponttáblázata | A 2010-es atlétikai Európa-bajnokság ponttáblázata | A 2010-es atlétikai Európa-bajnokság ponttáblázata | A 2010-es atlétikai Európa-bajnokság ponttáblázata | A 2010-es atlétikai Európa-bajnokság ponttáblázata |
| -------------------------------------------------- | -------------------------------------------------- | -------------------------------------------------- | -------------------------------------------------- | -------------------------------------------------- | -------------------------------------------------- | -------------------------------------------------- | -------------------------------------------------- | -------------------------------------------------- | -------------------------------------------------- | -------------------------------------------------- |
|                                                    | Ország                                             | Gold                                               | Silver                                             | Bronze                                             | 4.                                                 | 5.                                                 | 6.                                                 | 7.                                                 | 8.                                                 | Pontszám                                           |
| 1.                                                 | Oroszország                                        | 10                                                 | 6                                                  | 8                                                  | 7                                                  | 4                                                  | 7                                                  | 8                                                  | 4                                                  | 262                                                |
| 2.                                                 | Franciaország                                      | 8                                                  | 6                                                  | 4                                                  | 3                                                  | 5                                                  | 3                                                  | 1                                                  | 7                                                  | 183                                                |
| 3.                                                 | Egyesült Királyság                                 | 6                                                  | 7                                                  | 6                                                  | 3                                                  | 2                                                  | 2                                                  | 1                                                  | 3                                                  | 167                                                |
| 4.                                                 | Németország                                        | 4                                                  | 6                                                  | 6                                                  | 3                                                  | 1                                                  | 3                                                  | 5                                                  | 4                                                  | 152                                                |
| 5.                                                 | Spanyolország                                      | 2                                                  | 3                                                  | 3                                                  | 2                                                  | 4                                                  | 6                                                  | 4                                                  | 3                                                  | 110                                                |
| 6.                                                 | Ukrajna                                            | 2                                                  | 3                                                  | 1                                                  | 5                                                  | 3                                                  | 4                                                  | 0                                                  | 1                                                  | 96                                                 |
| 7.                                                 | Lengyelország                                      | 2                                                  | 2                                                  | 5                                                  | 0                                                  | 7                                                  | 0                                                  | 2                                                  | 4                                                  | 96                                                 |
| 8.                                                 | Olaszország                                        | 0                                                  | 4                                                  | 2                                                  | 4                                                  | 2                                                  | 3                                                  | 6                                                  | 3                                                  | 92                                                 |
| 9.                                                 | Fehéroroszország                                   | 2                                                  | 1                                                  | 1                                                  | 3                                                  | 1                                                  | 1                                                  | 2                                                  | 1                                                  | 56                                                 |
| 10.                                                | Portugália                                         | 0                                                  | 1                                                  | 3                                                  | 2                                                  | 0                                                  | 2                                                  | 0                                                  | 4                                                  | 45                                                 |
| 11.                                                | Törökország                                        | 3                                                  | 1                                                  | 0                                                  | 0                                                  | 2                                                  | 0                                                  | 1                                                  | 0                                                  | 41                                                 |
| 12.                                                | Csehország                                         | 0                                                  | 0                                                  | 1                                                  | 1                                                  | 4                                                  | 3                                                  | 1                                                  | 1                                                  | 39                                                 |
| 13.                                                | Belgium                                            | 1                                                  | 0                                                  | 2                                                  | 0                                                  | 2                                                  | 0                                                  | 1                                                  | 0                                                  | 30                                                 |
| 14.                                                | Románia                                            | 0                                                  | 2                                                  | 0                                                  | 1                                                  | 2                                                  | 0                                                  | 0                                                  | 2                                                  | 29                                                 |
| 15.                                                | Hollandia                                          | 0                                                  | 2                                                  | 0                                                  | 2                                                  | 0                                                  | 0                                                  | 2                                                  | 0                                                  | 28                                                 |
| 16.                                                | Norvégia                                           | 1                                                  | 0                                                  | 0                                                  | 2                                                  | 1                                                  | 1                                                  | 0                                                  | 1                                                  | 26                                                 |
| 17.                                                | Írország                                           | 0                                                  | 1                                                  | 0                                                  | 2                                                  | 1                                                  | 1                                                  | 0                                                  | 0                                                  | 24                                                 |
| 18.                                                | Szlovákia                                          | 1                                                  | 0                                                  | 0                                                  | 1                                                  | 0                                                  | 0                                                  | 4                                                  | 0                                                  | 21                                                 |
| 19.                                                | Litvánia                                           | 1                                                  | 0                                                  | 0                                                  | 0                                                  | 2                                                  | 1                                                  | 1                                                  | 0                                                  | 21                                                 |
| 20.                                                | Horvátország                                       | 2                                                  | 0                                                  | 0                                                  | 0                                                  | 0                                                  | 1                                                  | 0                                                  | 0                                                  | 19                                                 |
| 21.                                                | Magyarország                                       | 0                                                  | 0                                                  | 3                                                  | 0                                                  | 0                                                  | 0                                                  | 0                                                  | 1                                                  | 19                                                 |
| 22.                                                | Svájc                                              | 1                                                  | 0                                                  | 0                                                  | 1                                                  | 0                                                  | 1                                                  | 1                                                  | 0                                                  | 18                                                 |
| 23.                                                | Svédország                                         | 0                                                  | 1                                                  | 0                                                  | 1                                                  | 1                                                  | 0                                                  | 1                                                  | 0                                                  | 18                                                 |
| 24.                                                | Lettország                                         | 1                                                  | 0                                                  | 0                                                  | 1                                                  | 0                                                  | 1                                                  | 0                                                  | 1                                                  | 17                                                 |
| 25.                                                | Finnország                                         | 0                                                  | 0                                                  | 1                                                  | 0                                                  | 1                                                  | 0                                                  | 2                                                  | 1                                                  | 15                                                 |
| 26.                                                | Görögország                                        | 0                                                  | 0                                                  | 0                                                  | 0                                                  | 1                                                  | 1                                                  | 2                                                  | 2                                                  | 13                                                 |
| 27.                                                | Moldova                                            | 0                                                  | 0                                                  | 0                                                  | 1                                                  | 1                                                  | 1                                                  | 0                                                  | 0                                                  | 12                                                 |
| 28.                                                | Észtország                                         | 0                                                  | 0                                                  | 0                                                  | 2                                                  | 0                                                  | 0                                                  | 0                                                  | 0                                                  | 10                                                 |
| 29.                                                | Azerbajdzsán                                       | 0                                                  | 0                                                  | 1                                                  | 0                                                  | 0                                                  | 1                                                  | 0                                                  | 0                                                  | 9                                                  |
| 30.                                                | Bulgária                                           | 0                                                  | 1                                                  | 0                                                  | 0                                                  | 0                                                  | 0                                                  | 0                                                  | 0                                                  | 7                                                  |
| 31.                                                | Szerbia                                            | 0                                                  | 0                                                  | 0                                                  | 0                                                  | 0                                                  | 2                                                  | 0                                                  | 1                                                  | 7                                                  |
| 32.                                                | Szlovénia                                          | 0                                                  | 0                                                  | 0                                                  | 0                                                  | 0                                                  | 1                                                  | 1                                                  | 0                                                  | 5                                                  |
| 33.                                                | Ciprus                                             | 0                                                  | 0                                                  | 0                                                  | 0                                                  | 0                                                  | 1                                                  | 0                                                  | 0                                                  | 3                                                  |

## Érmesek
- WR – világrekord
- CR – Európa-bajnoki rekord
- AR – kontinens rekord
- NR – országos rekord
- PB – egyéni rekord
- WL – az adott évben aktuálisan a világ legjobb eredménye
- EL – az adott évben aktuálisan Európa legjobb eredménye
- SB – az adott évben aktuálisan az egyéni legjobb eredmény

### Férfi
| Versenyszám                               | Arany                                                                                             | Arany             | Ezüst                                                                                    | Ezüst        | Bronz                                                                              | Bronz        |
| ----------------------------------------- | ------------------------------------------------------------------------------------------------- | ----------------- | ---------------------------------------------------------------------------------------- | ------------ | ---------------------------------------------------------------------------------- | ------------ |
| 100 m Döntő: július 28., 21:45            | Christophe Lemaitre · Franciaország                                                               | 10,11             | Mark Lewis-Francis · Nagy-Britannia                                                      | 10,18        | Martial Mbandjock · Franciaország                                                  | 10,18        |
| 200 m Döntő: július 30., 19:25            | Christophe Lemaitre · Franciaország                                                               | 20,37             | Christian Malcolm · Nagy-Britannia                                                       | 20,38 SB     | Martial Mbandjock · Franciaország                                                  | 20,42        |
| 400 m Döntő: július 30., 21:25            | Kévin Borlée · Belgium                                                                            | 45,08 SB          | Michael Bingham · Nagy-Britannia                                                         | 45,23        | Martyn Rooney · Nagy-Britannia                                                     | 45,23        |
| 800 m Döntő: július 31., 19:35            | Marcin Lewandowski · Lengyelország                                                                | 1:47,07           | Michael Rimmer · Nagy-Britannia                                                          | 1:47,17      | Adam Kszczot · Lengyelország                                                       | 1:47,22      |
| 1500 m Döntő: július 30., 22:00           | Arturo Casado · Spanyolország                                                                     | 3:42,74           | Carsten Schlangen · Németország                                                          | 3:43,52      | Manuel Olmedo · Spanyolország                                                      | 3:43,54      |
| 5000 m Döntő: július 31., 21:20           | Mo Farah · Nagy-Britannia                                                                         | 13:31,18          | Jesús España · Spanyolország                                                             | 13:33,12     | Hayle Ibrahimov · Azerbajdzsán                                                     | 13,34,15     |
| 10 000 m Döntő: július 27., 21:05         | Mo Farah · Nagy-Britannia                                                                         | 28:24,99          | Chris Thompson · Nagy-Britannia                                                          | 28:27,33     | Daniele Meucci · Olaszország                                                       | 28:27,33     |
| Maraton Döntő: augusztus 1., 10:05        | Viktor Röthlin · Svájc                                                                            | 2:15:31           | José Manuel Martínez · Spanyolország                                                     | 2:17:50      | Dmitrij Szafronov · Oroszország                                                    | 2:18:16      |
| 110 m gát Döntő: július 30., 19:50        | Andy Turner · Nagy-Britannia                                                                      | 13,28 SB          | Garfield Darien · Franciaország                                                          | 13,34 PB     | Kiss Dániel · Magyarország                                                         | 13,39        |
| 400 m gát Döntő: július 31., 20:10        | David Greene · Nagy-Britannia                                                                     | 48,12 EL          | Rhys Williams · Nagy-Britannia                                                           | 48,96 PB     | Sztaniszlav Melnyikov · Ukrajna                                                    | 49,09 PB     |
| 3000 m akadály Döntő: augusztus 1., 20:15 | Mahiedine Mekhissi-Benabbad · Franciaország                                                       | 8:07,87 CR        | Bouabdellah Tahri · Franciaország                                                        | 8:09,28      | José Luis Blanco · Franciaország                                                   | 8:19,15 SB   |
| 20 km gyaloglás Döntő: július 27., 8:05   | Sztanyiszlav Jemeljanov · Oroszország                                                             | 1:20:10           | Alex Schwazer · Olaszország                                                              | 1:20:38      | João Vieira · Portugália                                                           | 1:20:49 SB   |
| 50 km gyaloglás Döntő: július 30., 7:35   | Yohann Diniz · Franciaország                                                                      | 3:40:37 EL        | Grzegorz Sudoł · Lengyelország                                                           | 3:42:24 PB   | Szergej Bakulin · Oroszország                                                      | 3:43:26 PB   |
| 4x100 m váltó Döntő: augusztus 1., 19:35  | Franciaország · Jimmy Vicaut · Cristophe Lemaitre · Pierre-Alexis Pessonneaux · Martial Mbandjock | 38,11 EL          | Olaszország · Roberto Donati · Simone Collio · Emanuele di Gregorio · Maurizio Checcucci | 38,17        | Németország · Tobias Unger · Marius Broening · Alexander Kosenkow · Martin Keller  | 38,44        |
| 4x400 m váltó Döntő: augusztus 1., 21:55  | Oroszország · Makszim Dilgyin · Alekszej Akszjonov · Vlagyimir Krasznov · Pavel Trenyihin         | 3:02,14           | Egyesült Királyság · Conrad Williams · Michael Bingham · Martyn Rooney · Robert Tobin    | 3:02,25      | Belgium · Arnaud Destatte · Kévin Borlée · Cédric Van Branteghem · Jonathan Borlée | 3:02,60      |
| Magasugrás Döntő: július 29., 18:30       | Alekszandr Susztov · Oroszország                                                                  | 233 cm            | Ivan Uhov · Oroszország                                                                  | 231 cm       | Martyn Bernard · Nagy-Britannia                                                    | 229 cm       |
| Rúdugrás Döntő: július 31., 18:00         | Renaud Lavillenie · Franciaország                                                                 | 585 cm            | Makszim Mazurik · Ukrajna                                                                | 580 cm SB    | Przemysław Czerwiński · Lengyelország                                              | 575 cm SB    |
| Távolugrás Döntő: augusztus 1., 20:10     | Christian Reif · Németország                                                                      | 847 cm WL, CR, PB | Kafétien Gomis · Franciaország                                                           | 824 cm PB    | Chris Tomlinson · Nagy-Britannia                                                   | 823 cm SB    |
| Hármasugrás Döntő: július 29., 19:40      | Phillips Idowu · Nagy-Britannia                                                                   | 17,81 m PB        | Marian Oprea · Románia                                                                   | 17,51 m SB   | Teddy Tamgho · Franciaország                                                       | 17,45 m      |
| Súlylökés Döntő: július 31., 18:30        | Andrej Mihnyevics · Fehéroroszország                                                              | 21,01 m           | Tomasz Majewski · Lengyelország                                                          | 21,00 m      | Ralf Bartels · Németország                                                         | 20,93 m      |
| Diszkoszvetés Döntő: augusztus 1., 19:45  | Piotr Małachowski · Lengyelország                                                                 | 68,87 m CR        | Robert Harting · Németország                                                             | 68,47 m      | Fazekas Róbert · Magyarország                                                      | 66,43 m SB   |
| Gerelyhajítás Döntő: július 31., 20:05    | Andreas Thorkildsen · Norvégia                                                                    | 88,37 m           | Matthias de Zordo · Németország                                                          | 87,81 m PB   | Tero Pitkämäki · Finnország                                                        | 86,67 m      |
| Kalapácsvetés Döntő: július 28., 20:25    | Libor Charfreitag · Szlovákia                                                                     | 80,02 m           | Nicola Vizzoni · Olaszország                                                             | 79,12 m      | Pars Krisztián · Magyarország                                                      | 79,06 m      |
| Tízpróba Versenyek: július 28–29.         | Romain Barras · Franciaország                                                                     | 8453 pont EL      | Eelco Sintnicolaas · Hollandia                                                           | 8436 pont PB | Andrej Kravcsanka · Fehéroroszország                                               | 8370 pont SB |

### Női
| Versenyszám                              | Arany | Arany                | Ezüst                                                                                 | Ezüst      | Bronz                                                                                      | Bronz       |
| ---------------------------------------- | --- | -------------------- | ------------------------------------------------------------------------------------- | ---------- | ------------------------------------------------------------------------------------------ | ----------- |
| 100 m Döntő: július 29., 21:45           | Verena Sailer · Németország                                                                              | 11,10 PB             | Véronique Mang · Franciaország                                                        | 11,11 PB   | Myriam Soumaré · Franciaország                                                             | 11,18 PB    |
| 200 m Döntő: július 31., 19:50           | Myriam Soumaré · Franciaország                                                                           | 22,32 EL, PB         | Elizaveta Brizhina · Ukrajna                                                          | 22,44 PB   | Alekszandra Fedoriva · Oroszország                                                         | 22,44       |
| 400 m Döntő: július 30., 19:35           | Tatyjana Firova · Oroszország                                                                            | 49,89 EL             | Kszenyija Usztalova · Oroszország                                                     | 49,92 PB   | Antonyina Krivosapka · Oroszország                                                         | 50,10 SB    |
| 800 m Döntő: július 30., 21:50           | Marija Szavinova · Oroszország                                                                           | 1:58,22              | Yvonne Hak · Hollandia                                                                | 1:58,85 PB | Jennifer Meadows · Nagy-Britannia                                                          | 1:59,39     |
| 1500 m Döntő: augusztus 1., 21:15        | Nuria Fernández · Spanyolország                                                                          | 4:00,20 PB           | Hind Dehiba · Franciaország                                                           | 4:01,17    | Natalia Rodríguez · Spanyolország                                                          | 4:01,30 SB  |
| 5000 m Döntő: augusztus 1., 20:40        | Alemitu Bekele · Törökország                                                                             | 14:52,20 CR          | Elvan Abeylegesse · Törökország                                                       | 14:54,44   | Sara Moreira · Törökország                                                                 | 14:54,71 PB |
| 10 000 m Döntő: július 28., 21:05        | Elvan Abeylegesse · Törökország                                                                          | 31:10,23 EL          | Inga Abitova · Oroszország                                                            | 31:22,83   | Jéssica Augusto · Portugália                                                               | 31:25,77    |
| Maraton Döntő: július 31., 10:05         | Živilė Balčiūnaitė · Litvánia                                                                            | 2:31:14 SB           | Nailja Julamanova · Oroszország                                                       | 2:32:15    | Anna Incerti · Olaszország                                                                 | 2:32:48     |
| 100 m gát Döntő: július 31., 20:25       | Nevin Yanıt · Törökország                                                                                | 12,63 NR             | Derval O'Rourke · Írország                                                            | 12,65 NR   | Carolin Nytra · Németország                                                                | 12,68       |
| 400 m gát Döntő: július 30., 21:40       | Natalja Antyuh · Oroszország                                                                             | 52,92 CR, EL         | Vanya Sztambolova · Bulgária                                                          | 53,82 NR   | Perri Shakes-Drayton · Nagy-Britannia                                                      | 54,18 PB    |
| 3000 m akadály Döntő: július 30., 20:25  | Julija Zarudneva · Oroszország                                                                           | 9:17,57 CR           | Marta Domínguez · Spanyolország                                                       | 9:17,74    | Ljubov Harlamova · Oroszország                                                             | 9:29,82 SB  |
| 20 km gyaloglás Döntő: július 28., 8:05  | Olga Kanyiszkina · Oroszország                                                                           | 1:27:44 SB           | Anyiszja Kirgyapkina · Oroszország                                                    | 1:28:55    | Vera Szokolova · Oroszország                                                               | 1:29:32     |
| 4x100 m váltó Döntő: augusztus 1., 19:50 | Ukrajna · Oleszja Povh · Natalija Pohrebnyak · Marija Rjemjeny · Olena Csebanu                           | 42,29 WL             | Franciaország · Céline Distel · Véronique Mang · Nelly Banco · Christine Arron        | 42,45      | Lengyelország · Marika Popowicz · Daria Korczynska · Marta Jeschke · Weronika Wedler       | 42,68       |
| 4x400 m váltó Döntő: augusztus 1., 21:40 | Oroszország · Tatyjana Firova · Anasztaszija Kapacsinszkaja · Antonyina Krivosapka · Kszenyija Usztalova | 3:21,26 WL           | Németország · Janin Lindenberg · Esther Cremer · Fabienne Kohlmann · Claudia Hoffmann | 3:24,07    | Egyesült Királyság · Nicola Sanders · Marilyn Okoro · Perri Shakes-Drayton · Lee McConnell | 3:24,32     |
| magasugrás Döntő: augusztus 1., 19:30    | Blanka Vlašić · Horvátország                                                                             | 203 cm               | Emma Green · Svédország                                                               | 201 cm     | Ariane Friedrich · Németország                                                             | 201 cm      |
| Rúdugrás Döntő: július 30., 18:30        | Szvetlana Feofanova · Oroszország                                                                        | 475 cm               | Silke Spiegelburg · Németország                                                       | 465 cm     | Lisa Ryzih · Németország                                                                   | 465 cm PB   |
| Távolugrás Döntő: július 28., 20:00      | Ineta Radēviča · Lettország                                                                              | 692 cm NR            | Naide Gomes · Portugália                                                              | 692 cm SB  | Olga Kucserenko · Oroszország                                                              | 684 cm      |
| Hármasugrás Döntő: július 31., 19:10     | Olha Szaladuha · Ukrajna                                                                                 | 14,81 m EL           | Simona La Mantia · Olaszország                                                        | 14,56 m SB | Svetlana Bolshakova · Belgium                                                              | 14,55 m NR  |
| Súlylökés Döntő: július 27., 19:35       | Nadzeja Asztapcsuk · Fehéroroszország                                                                    | 20,48 m              | Natallja Mihnyevics · Fehéroroszország                                                | 19,53 m    | Anna Avdeyeva · Oroszország                                                                | 19,39 m     |
| Diszkoszvetés Döntő: július 28., 18:30   | Sandra Perković · Horvátország                                                                           | 64,67 m              | Nicoleta Grasu · Románia                                                              | 63,48 m    | Joanna Wiśniewska · Lengyelország                                                          | 62,37 m SB  |
| Gerelyhajítás Döntő: július 29., 20:40   | Linda Stahl · Németország                                                                                | 66,81 m PB           | Christina Obergföll · Németország                                                     | 65,58 m    | Barbora Špotáková · Csehország                                                             | 65,36 m     |
| Kalapácsvetés Döntő: július 30., 20:20   | Betty Heidler · Németország                                                                              | 76,38 m SB           | Tatyjana Liszenko · Oroszország                                                       | 75,65 m    | Anita Wlodarczyk · Lengyelország                                                           | 73,56 m     |
| Hétpróba Versenyek: július 30–31.        | Jessica Ennis · Nagy-Britannia                                                                           | 6823 pont CR, WL, PB | Natalija Dobrinszka · Ukrajna                                                         | 6778 pont  | Jennifer Oeser · Németország                                                               | 6683 pont   |